# たんぽぽコーヒー

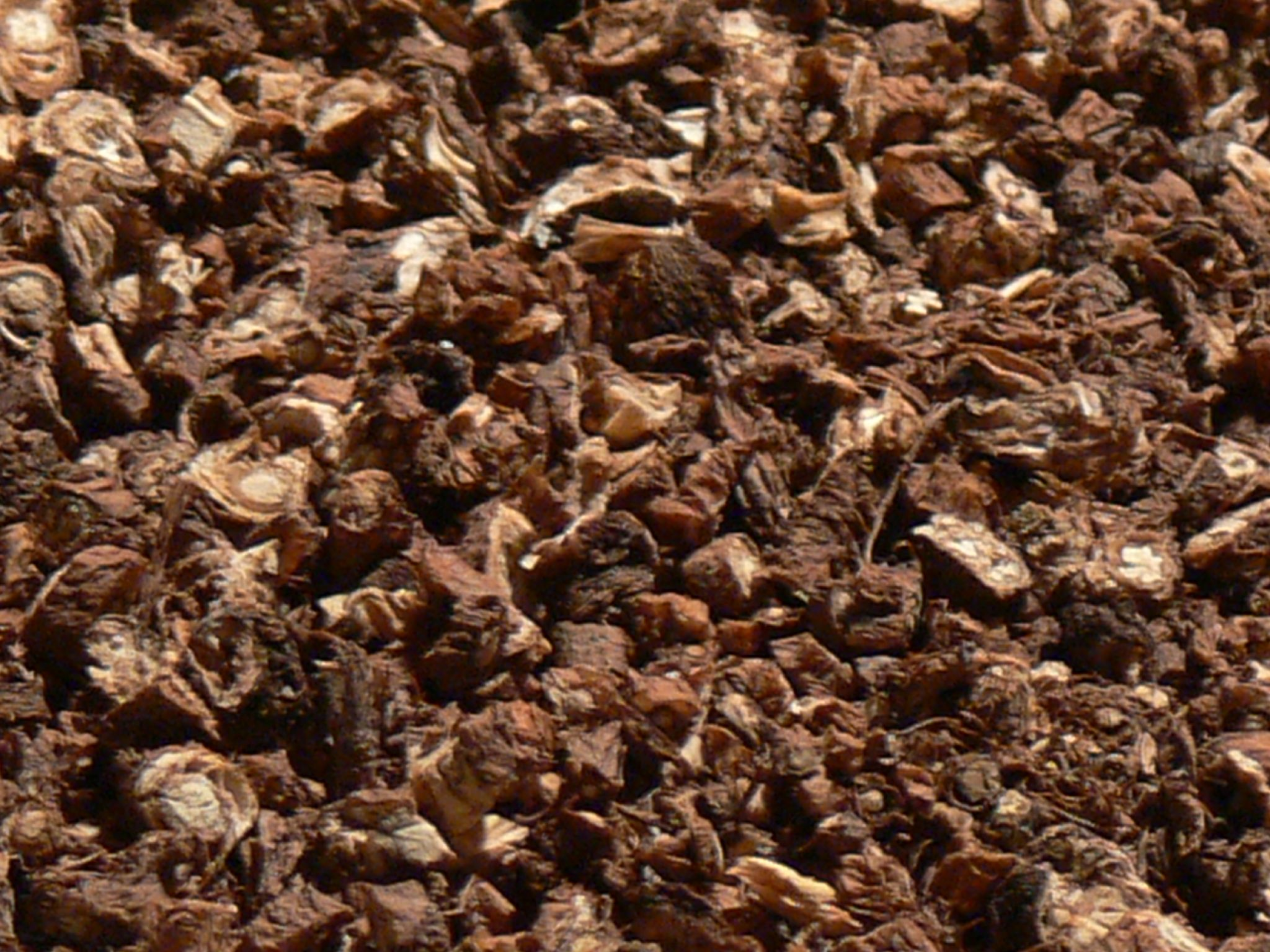
焙煎したタンポポの根

たんぽぽコーヒーは、焙煎したタンポポの根から作る飲料。代用コーヒーの一種。

## 概要

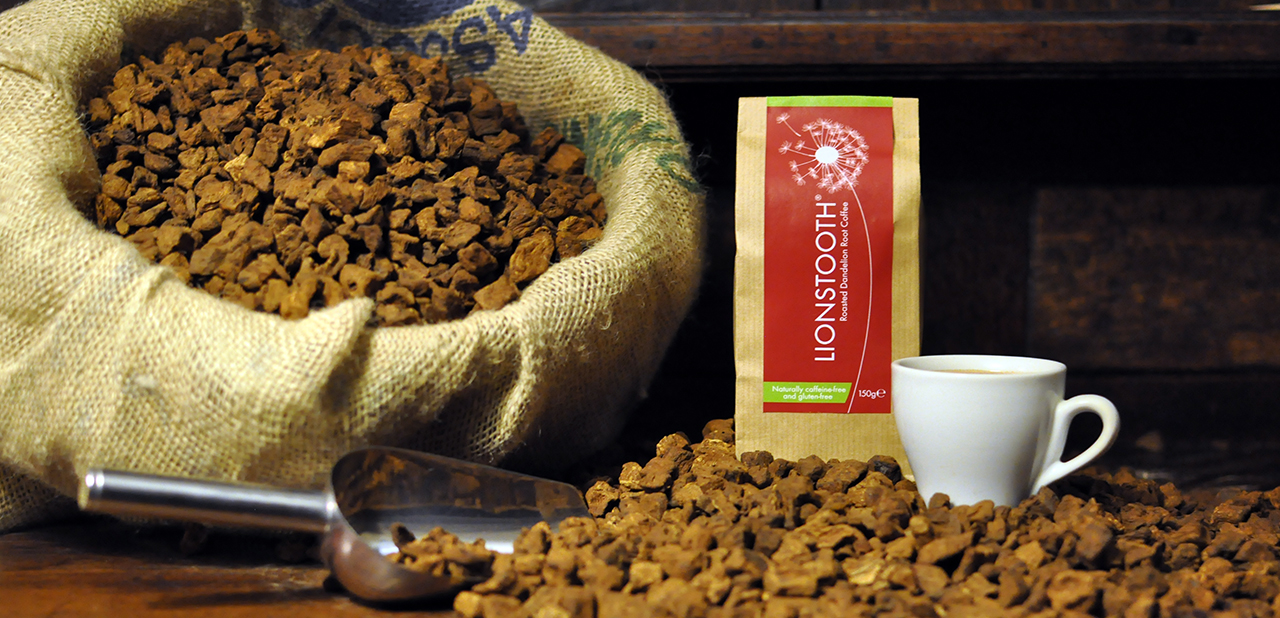
パッケージ化されたたんぽぽコーヒー

名前に「コーヒー」と付いているが、コーヒー豆は使用されていない。タンポポにはクロロゲン酸化合物が含まれており、風味や飲み口はコーヒー豆で作ったコーヒーに近い。カフェインを含まず、不眠症患者や子供、妊娠・授乳期の女性でも飲用できる。また、二日酔いや肝臓、便秘に良いともいわれる。なお、中国医学で蒲公英根は清熱解毒、利尿の成分として、他の生薬とともに煎じられて飲まれているが、焙煎は行われないので風味が異なる。たんぽぽ茶と呼ばれる場合もあるが、焙煎されていないものを指す場合もある。
市販品も出回っているが、家庭でも作ることが出来る。

## 歴史
19世紀アメリカ合衆国で考案された。スザンナ・ムーディーにより1852年に出版されたカナダの森で暮らした体験を綴られた『Roughing it in the bush』中で紹介され、1830年代には『New York Albion』に掲載されていたと伝えられる。1886年9月の『Harpers New Monthly Magazine』でも紹介され、安価な代替嗜好品として知られるようになった。
また、コーヒー豆の供給が困難になった第二次世界大戦の交戦国、特にドイツで代用コーヒーとして広く飲まれた歴史を持つ。

## 作り方
1. タンポポの根を掘り起こし、水洗いする。

原料となるタンポポの主根

2. 1 - 2 cmの長さに切って、水に晒して灰汁抜きした後、フードプロセッサー等で細かく刻む。
3. 天日もしくは電子レンジで乾燥させる。
4. フライパンで強めに焙煎して風味を出す。
5. コーヒー同様にドリップするか煮出す。